# Святополк-Мирский, Михал
Михал Святополк-Мирский (пол. Michał Światopełk-Mirski), позывной «Орлич» (пол. Orlicz; 15 декабря 1926, Варшава — 13 августа 1944, там же) — участник Варшавского восстания, капрал-подхорунжий Армии Крайовой.

## Биография
Из династии Святополк-Мирских. Сын Казимира Святополка-Мирского, депутата Сейма Республики Польши, убитого в 1941 году в Освенциме. В семье также был и старший брат Кшиштоф, присоединившийся к польским повстанцам, раненый в ходе боёв 3 сентября и умерший двумя днями позже в партизанском госпитале.
Михал служил в Национальной военной организации Армии Крайовой, в роте харцерского батальона «Густав». Во время Варшавского восстания занимал 43-ю позицию в 203-й колонне.
В дни Варшавского восстания Михал Святополк-Мирский участвовал в боях на Воле и в Старом городе, а также в захвате гитлеровской тюрьмы Генсёвки. 13 августа 1944 года Михал погиб в результате взрыва танка-ловушки у дома 1/3 на улице Килиньского. Михалу было всего 17 лет. Посмертно его наградили Крестом Доблести. Похоронен в повстанческом квартале на Повазках-Войсковых в Варшаве.